# Marilyn Chin
Marilyn Chin, née en 1955 à Hong Kong, est une universitaire, traductrice, anthologiste, nouvelliste et poète américaine. Elle est professeur émérite à l'université d'État de San Diego.

## Biographie

### Jeunesse et formation
Née à Hong Kong en 1955, Marilyn Chin est la fille de Rose et George Chin, un restaurateur, qui immigrent aux États-Unis peu après avec sa famille, pour s'installer à Portland dans l'état de l'Oregon, où la future poète grandit. L'un des premiers signes du changement de lieu fut l'insistance de son père pour que son nom soit changé de Mei Ling à Marilyn : « Il pensait qu'il était nécessaire que nous changions de nom quand nous allions à l'école », dit-elle. Dans le poème How I Got That Name: an essay on assimilation, elle se souvient de son père comme d'un homme fasciné par la bombe blonde du jour, Marilyn Monroe. Elle ajoute que le nom de sa sœur a été changé pour May Jayne, pour une autre star, Jayne Mansfield. Son père abandonne sa famille pour "une belle blonde", abandon qui marque la poésie de Marilyn Chin,,,,.
Après ses études secondaires, Marilyn Chin est acceptée par l'université du Massachusetts, où elle obtient son Bachelor of Arts en 1977, puis elle entre à l'université de l'Iowa et soutient avec succès son Master of Fine Arts en 1981,.

### Carrière
Marilyn Chin commence sa vie professionnelle en tant que traductrice et éditrice pour le compte de l'International Writing  Program de l'université de l'Iowa de 1978 à 1982. En 1988, elle est embauchée comme maître assistant de création littéraire auprès de l'université d'État de San Diego où en 1996, elle devient professeure titulaire de la chaire des études de littérature anglaise et de la littérature asio-américaine,.

## Œuvres

### Recueils de poèmes
- Dwarf Bamboo, New York, Greenfield Review Press (réimpr. 1994) (1re éd. 1987), 92 p. (ISBN 9780912678719, lire en ligne),
- The Phoenix Gone, the Terrace Empty, Minneapolis, Minnesota, Milkweed Editions, 26 janvier 1994, 108 p. (ISBN 9780915943876, lire en ligne)
- Rhapsody in Plain Yellow : Poems, New York, W. W. Norton Company, 8 janvier 2002, 120 p. (ISBN 9780393041675, lire en ligne),
- Hard Love Province : Poems, New York, W. W. Norton Company, 9 juin 2014, 80 p. (ISBN 9780393240962, lire en ligne),
- A Portrait of the Self as Nation : New and Selected Poems, New York, W. W. Norton Company, 16 octobre 2018, 224 p. (ISBN 9780393652178),
- Sage : Poems, New York, W. W. Norton Company, 2 mai 2023, 128 p. (ISBN 9781324050155),

### Recueil de nouvelles
- Revenge of the Mooncake Vixen, New York, W. W. Norton & Company, 21 septembre 2009, 228 p. (ISBN 9780393331455, lire en ligne),

### Anthologie
- Marilyn Chin, Ken Weisner & David Wong Louie, Dissident Song: A Contemporary Asian American Anthology, Santa Cruz, Californie, Quarry West, 1991, 168 p. (OCLC 26441432),

### Articles
- Reina Roffe, Carolyn Harris & Marilyn Chin, « High Tide », The Iowa Review, Vol. 14, No. 2,‎ printemps-été 1984, p. 162-165 (4 pages) (lire en ligne ),
- Ding Ling, Mrs. Yeh, Marilyn Chin, Anna Lillios & Kathy Yeh, « My Life as a Chinese Writer », The Iowa Review, Vol. 14, No. 2,‎ printemps-été 1984, p. 9-15 (7 pages) (lire en ligne ),
- Wang Meng, Janice Wickeri & Marilyn Chin, « The Eye of Night », The Iowa Review, Vol. 14, No. 2,‎ printemps-été 1984, p. 47-56 (10 pages) (lire en ligne ),
- « Study Hall, Deterritorialized », Ploughshares, Vol. 30, No. 4,‎ hiver 2004 / 2005, p. 1 (lire en ligne ),
- « Fox Girl », Feminist Studies, Vol. 36, No. 3,‎ 2010, p. 518-520 (3 pages) (lire en ligne ),
- « Three Books That Changed My Life », sur National Endowment for the Arts, 31 août 2015,

### Traductions
- (en-US) Gōzō Yoshimasu (trad. du japonais par Marilyn Chin), Devil’s Wind : A Thousand Steps or More, Rochester, Michigan, Oakland University, 1980, 85 p. (OCLC 8756074),
- (en-US) Ai Qing (trad. du chinois par Eugene Chen Eoyang, Wenlan P'eng & Marilyn Chin), Selected Poems of Ai Qing, Beijing, Chine, Foreign Language Press, 1982, 457 p. (OCLC 62936633),

## Prix et distinctions
- 1985 : obtention d'une bourse d'études décernée par le National Endowment for the Arts[1],[6],
- Radcliffe Institute Fellowship at Harvard,
- Rockefeller Foundation Fellowship at Bellagio,
- fellowships,
- PEN/Josephine Miles Award,
- United Artist Foundation Fellowship.
- 2018 : élection à la charge de chancelière de l'Academy of American Poets[7].

## Pour approfondir

#### Notices dans des encyclopédies et manuels de références
- (en-US) David M. Galens (dir.), Poetry Criticism, vol. 40, Detroit, Michigan, Gale Cengage Learning, 10 juillet 2002, 504 p. (ISBN 9780787659660, lire en ligne), p. 1-36.
- (en-US) Philip K. Jason (dir.), Critical Survey of Poetry, vol. 2, Pasadena, Californie, Salem Press, 1er septembre 2002, 649 p. (ISBN 9781587650734, lire en ligne), p. 721-725.

#### Articles
Les articles de JSTOR, sont librement accessibles à la lecture en ligne jusqu'à la concurrence de 99 articles par mois.
- (en-US) Garrett Hongo, Li-Young Lee, David Mura & Mary Slowik, « Beyond Lot's Wife: The Immigration Poems of Marilyn Chin, Garrett Hongo, Li-Young Lee & David Mura », MELUS, Vol. 25, No. 3/4,‎ automne / hiver 2000, p. 221-242 (22 pages) (lire en ligne ),
- (en-US) Meridians & Marilyn Chin, « Meridians Interview with Marilyn Chin », Meridians, Vol. 2, No. 2,‎ 2002, p. 67-69 (3 pages) (lire en ligne ),
- (en-US) Ken Weisner & Marilyn Chin, « Interview with Marilyn Chin », MELUS, Vol. 37, No. 3,‎ 2012, p. 215-226 (12 pages) (lire en ligne ),
- (en-US) Irene C. Hsiao, « Broken Chord: Sounding Out the Ideogram in Marilyn Chin's "Rhapsody in Plain Yellow », MELUS, Vol. 37, No. 3,‎ 2012, p. 189-214 (26 pages) (lire en ligne ),
- (en-US) « Q&A: Marilyn Chin », Poetry,‎ 4 décembre 2012 (lire en ligne)
- (en-US) Abigail Licad, « Of Grievance and Grief: Marilyn Chin », sur The Critical Flame, juillet / août 2014,
- (en-US) John Yau, « Marilyn Chin: Poet, Translator, Provocateur », sur Hyperallergic, 27 juillet 2014,
- (en-US) Nissa Parmar, « “Double Happiness”: An Interview with Marilyn Chin », Contemporary Women's Writing, Volume 8, Issue 3,‎ novembre 2014, p. 251–261 (10 pages) (lire en ligne),
- (en-US) Anastasia Turner, « An Interview with Marilyn Chin », American Book Review, Volume 35, N° 3,‎ mars / avril 2014, p. 31 (1 page) (lire en ligne),
- (en-US) Michelle Gordon, « Belle Lettres: Marilyn Chin », sur Germe Magazine, 31 août 2015,
- (en-US) Catherine Cucinella, « Love, Eroticism, Grief, and Time in Marilyn Chin’s Hard Love Province », Arcade (Stanford Humanties Center),‎ 2015 (lire en ligne)
- (en-US) Su Cho & Lisa Low, « IU Arts and Humanities Council to host author and poet Marilyn Chin », sur News at Indiana University, 11 avril 2017,
- (en-US) Alison Graham-Bertolini, « Marilyn Chin's "Revenge": Rewriting the Racial Shadow », The Journal of the Midwest Modern Language Association, Vol. 50, No. 1,‎ printemps 2017, p. 17-37 (21 pages) (lire en ligne ),